# Sewardhalvön

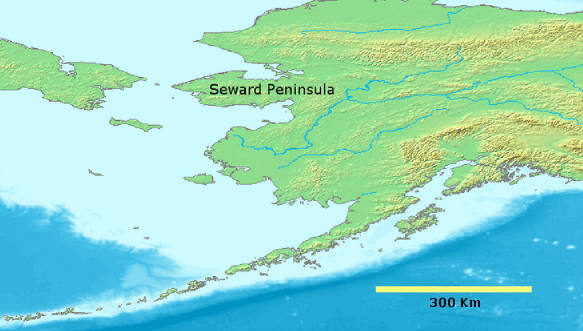
Lägeskarta

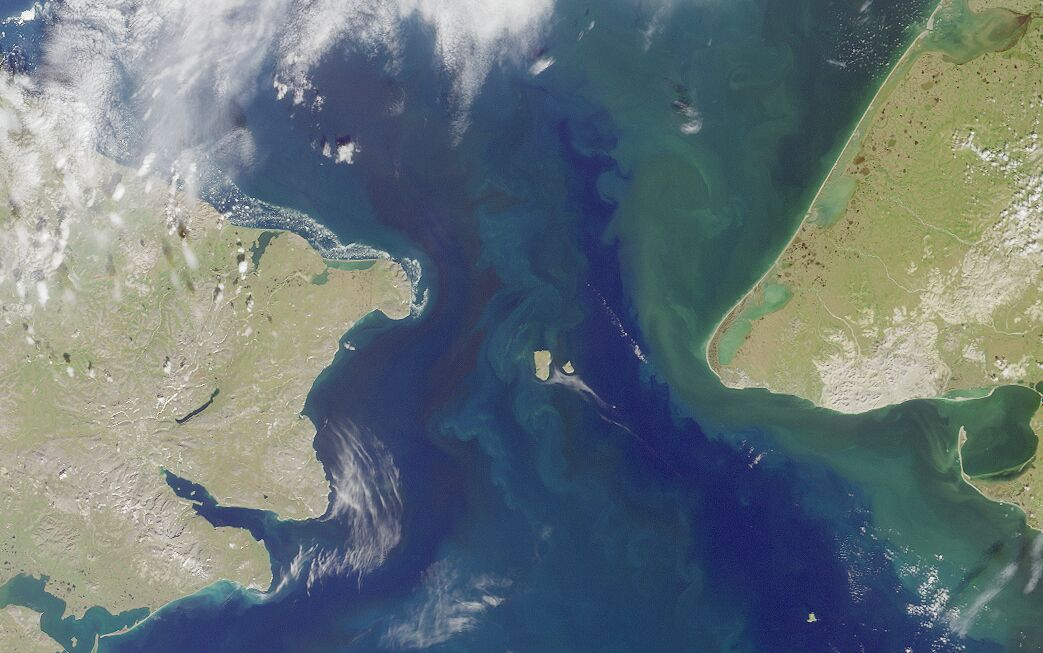
Satellitbild över Sewardhalvön, till höger

Sewardhalvön (engelska Seward Peninsula, inuktitut Kavi-iak ) är en halvö som ligger i Alaska och utgör det västligaste området på den amerikanska kontinenten. På den norra delen ligger Devil Mountain Lakes maar som betraktas som världens största maar .

## Geografi
Sewardhalvön ligger i den östra delen av Berings sund och i den västra delen av Alaska  cirka 1 700 km nordväst om Juneau. Den skiljer såväl Norra ishavet från Stilla havet som randhavet Berings hav från randhavet Tjuktjerhavet. Halvöns västligaste punkt är Kap Prince of Wales.
Halvön har en area på cirka 53 400 km² och är 320 km lång och 225 km bred. Den är mycket bergig och består av fyra större bergsområden Bendeleben Mountains, Darby Mountains, Kigluaik Mountains och York Mountains. Bland dessa är Kigluaik Mountains de högsta och här ligger också halvöns högsta höjd Mount Osborn på 1 437 meter över havet
Befolkningen uppgår till cirka 6 500 invånare och den största staden är Nome med cirka 3 500 invånare på halvöns södra del. Förvaltningsmässigt utgör området en del av distriktet Northwest Arctic Borough och folkräkningsdistriktet Nome Census Area.
Sewardhalvöns norra del utgörs av nationalparken "Bering Land Bridge National Preserve" och det finns också flera heta källor i området.

## Historia
Sewardhalvön var under Pleistocenperioden troligen en del i Beringia som förband Asien och Amerika.
Området har varit bebodda av inuiter sedan lång tid.
1867 genomfördes "Köpet av Alaska" mellan Ryssland och USA.
1892 importerades renar till Alaska och sedan dess har Sewardhalvön varit centrum för renindustrin i Alaska .
1898 upptäcktes guldfyndigheter kring Nome vilket startade en guldrush till området.
Samma år föreslog dåvarande guvernören John Green Brady att området skulle döpas till Seward Peninsula efter William H. Seward som genomdrev Köpet av Alaska .
Den 1 december 1978 inrättades parkområdet Bering Land Bridge National Monument som den 2 december 1980 sedan bytte namn till nuvarande Bering Land Bridge National Preserve.